# Китановский, Лазар
Лазар Китановский (макед. Лазар Китановски; 25 апреля 1948, Охрид — 19 мая 2011, Скопье) — министр обороны Республики Македонии с 1997 по 1998 год.

## Образование
Лазар Китановский окончил юридический факультет Университета Св. Кирилла и Мефодия в Скопье. В 1981 году он окончил аспирантуру в Институте социологии, политических и юридических исследований в Скопье и получил степень магистра (тема: "Социальные аспекты концепции разделения труда Карла Маркса и Фридриха Энгельса"). В 1995 году профессор Китановский защитил докторскую диссертацию на юридическом факультете в Скопье, по теме "Социальные аспекты политических процессов в Македонии и функционирование модели парламентской демократии".
Он является автором многочисленных статей и докладов, а также двух книг.

## Карьера
Китановский — член Совета Социал-демократического союза Македонии. С 1997 по 1998 год занимал пост министра обороны Македонии. Затем до 2002 года был депутатом Собрания Республики Македонии. С 2002 по 2004 год был советником по национальной безопасности сначала премьер-министра, затем президента республики. С 2004 по 2006 год возглавлял Македонское разведывательное агентство. В 2006—2008 годах вновь избирался членом парламента.
В последние годы жизни профессор Китановский читал лекции на юридическом факультете Университета Св. Кирилла и Мефодия в Скопье.